# Nellysford
Nellysford – jednostka osadnicza w Stanach Zjednoczonych, w stanie Wirginia, w hrabstwie Nelson.